# Kirk Windstein
Kirk Windstein, född 14 april 1965, är en amerikansk sångare och gitarrist. Han sjunger och spelar gitarr i sludge metal-bandet Crowbar och sköter tillsammans med Pepper Keenan gitarrspelandet i Down. Tillsammans med Jamey Jasta från Hatebreed har han bandet Kingdom of Sorrow.

## Fotnoter
1. ↑  Discogs, Discogs artist-ID: 360262, läst: 9 oktober 2017.[källa från Wikidata]